# 竹内琢恭
竹内 琢恭（たけうち たくや、1992年11月6日 - ）は、日本のラグビーユニオン選手。

## プロフィール
- 大阪府出身[1]。
- ポジションはナンバーエイト(No8)、フランカー(FL)。
- 身長 182cm、体重 100kg
- ニックネームはタケ、たくや。
- U20日本代表に選ばれたことがある[2]。

## 来歴
ラグビーを始めたきっかけは中学校の先生に誘われたことから。
2011年、大阪桐蔭高校卒業後、近畿大学に入る。なお大阪桐蔭高校時代、高校日本代表候補に選ばれたことがある。
2015年、近畿大学卒業後、豊田自動織機シャトルズに加入。同年12月13日に行われたジャパンラグビートップリーグ第5節のキヤノンイーグルス戦に先発出場で公式戦初出場を果たした。
2020年、豊田自動織機シャトルズを退団した。